# Викарни епископ дремвички
Викарни епископ дремвички је некадашња титула коју је носио викарни архијереј у Православној охридској архиепископији под јурисдикцијом Српске православне цркве. Била је почасна титула помоћном епископу митрополита велешког и повардарског и егзарха охридског Јована (Вранишковског).
Одлуком Светог архијерејског сабора Српске православне цркве од 23. маја 2003, на предлог митрополита велешког и повардарског и егзарха охридског Јована (Вранишковског), за викарног епископа дремвичког изабран је Марко (Кимев). Данас је он епархијски епископ брегалнички и мјестобљуститељ битољски, а титула дремвичког епископа није поново додељивана.

## Порекло титуле
Титула дремвички представља најмлађу од неколико варијанти под којима се у изворима помиње древна епископија у којој је крајем 9. и почетком 10. века служио свети Климент Охридски, а друге две (старије) варијанте су гласиле драгвички и древенички. Уз све три варијанте јављао се и додатак велички.